# Zachariah Zane Satriani
Zachariah Zane Satriani, mais conhecido simplesmente por Z.Z. Satriani é um músico e cineasta estadunidense.
Z.Z. é filho do guitarrista virtuoso Joe Satriani, sendo creditado como co-autor e músico em algumas de suas músicas. Além disso, Z.Z. trabalhou em em uma série de documentários da web para seu pai.

## Discografia
| Ano  | Artista      | Álbum                                              | Música            | Crédito                                                                  | Ref.        |
| ---- | ------------ | -------------------------------------------------- | ----------------- | ------------------------------------------------------------------------ | ----------- |
| 1998 | Joe Satriani | Crystal Planet                                     | A Train of Angels | Z.Z. é creditado como co-autor destas 3 faixas                           | [ 5 ]       |
| 1998 | Joe Satriani | Crystal Planet                                     | A Piece of Liquid | Z.Z. é creditado como co-autor destas 3 faixas                           | [ 5 ]       |
| 1998 | Joe Satriani | Crystal Planet                                     | Psycho Monkey     | Z.Z. é creditado como co-autor destas 3 faixas                           | [ 5 ]       |
| 1998 | Joe Satriani | Crystal Planet                                     | Z.Z.'s Song       | inspiração (Joe tocava esta música quando ele estava no útero de sua mãe | [ 6 ]       |
| 2004 | Joe Satriani | Is There Love in Space?                            | Bamboo            | Z.Z. toca Bowed Bass nesta música                                        | [ 7 ] [ 8 ] |
| 2008 | Joe Satriani | Professor Satchafunkilus and the Musterion of Rock | várias            | Z.Z. toca sax tenor em várias músicas do álbum                           | [ 9 ]       |

## Filmografia
- 2014 - November 17th[1]
- 2014 - Don't Be Like Mommy[1]
- 2015 - Thanks for the Advice[1]